# Badminton vid europeiska spelen 2019
Badminton vid europeiska spelen 2019 avgjordes mellan 24 och 30 juni 2019. Under tävlingarna delades det ut medaljer i fem stycken grenar. Runt 160 idrottare deltog.

## Medaljsummering
| Gren        | Guld                                        | Silver                                               | Brons                                                                         |
| Herrsingel  | Anders Antonsen (DEN)                       | Brice Leverdez (FRA)                                 | Raul Must (EST) · Misha Zilberman (ISR)                                       |
| Herrdubbel  | Storbritannien Marcus Ellis Chris Langridge | Danmark Kim Astrup Sørensen Anders Skaarup Rasmussen | Ryssland Vladimir Ivanov Ivan Sozonov Nederländerna Jelle Maas Robin Tabeling |
| Damsingel   | Mia Blichfeldt (DEN)                        | Kirsty Gilmour (GBR)                                 | Line Kjærsfeldt (DEN) · Jevgenija Kosetskaja (RUS)                            |
| Damdubbel   | Nederländerna Selena Piek Cheryl Seinen     | Storbritannien Chloe Birch Lauren Smith              | Frankrike Émilie Lefel Anne Tran Ryssland Ekaterina Bolotova Alina Davletova  |
| Mixeddubbel | Storbritannien Marcus Ellis Lauren Smith    | Storbritannien Chris Adcock Gabby Adcock             | Irland Sam Magee Chloe Magee Frankrike Thom Gicquel Delphine Delrue           |

## Medaljtabell
| Pl.    | Nation         | Guld | Silver | Brons | Totalt |
| ------ | -------------- | ---- | ------ | ----- | ------ |
| 1      | Storbritannien | 2    | 3      | 0     | 5      |
| 2      | Danmark        | 2    | 1      | 1     | 4      |
| 3      | Nederländerna  | 1    | 0      | 1     | 2      |
| 4      | Frankrike      | 0    | 1      | 2     | 3      |
| 5      | Ryssland       | 0    | 0      | 3     | 3      |
| 6      | Estland        | 0    | 0      | 1     | 1      |
| 6      | Irland         | 0    | 0      | 1     | 1      |
| 6      | Israel         | 0    | 0      | 1     | 1      |
| Totalt | Totalt         | 5    | 5      | 10    | 20     |